# Jules Cashford
 (février 2018).
Si vous disposez d'ouvrages ou d'articles de référence ou si vous connaissez des sites web de qualité traitant du thème abordé ici, merci de compléter l'article en donnant les références utiles à sa vérifiabilité et en les liant à la section « Notes et références ».
Jules Cashford est une spécialiste britannique de la mythologie, du symbolisme et du folklore. Elle est aussi analyste jungienne.

## Biographie
Jules Cashford étudie la philosophie à l'université de Saint Andrews. Elle passe son doctorat à l'université de Cambridge avec une thèse sur la tragédie dans les romans de Joseph Conrad.
Elle étudie la psychologie de la conscience avec Max Cade et donne des conférences sur la mythologie au Birkbeck College of Extra-Mural Studies, université de Londres, dans le cadre d'un cours intitulé "Avant la philosophie".
Elle suit une formation d'analyste jungienne à l'Association of Jungian Analysts de Londres. Elle est membre de l'Association internationale de psychologie analytique.
Elle a travaillé sur le symbolisme et les mythes ancestraux, aussi bien européens qu'asiatiques, surtout ceux en relation avec le mythe de la mère et la lune. Elle a donné des cours avec l'écrivain Patrick Harpur.

## Œuvres

### Essais
- The Myth of the Goddess: Evolution of an Image (1993)
- The Moon: Myth and Image (2003)
- El mito de Osiris. Los Misterios de Abidos (Ediciones Atalanta, 2010)

### Traduction
- The Homeric Hymns (2003)

### Livres pour enfants
- The Myth of Isis and Osiris (1992)
- Theseus and the Minotaur (1994)

### Liens extérieurs
- Notices d'autorité :   - VIAF
  - ISNI
  - BnF (données)
  - IdRef
  - LCCN
  - Pays-Bas
  - Israël
  - NUKAT
  - Catalogne
  - Corée du Sud
  - WorldCat